# Buckeye Lake
Buckeye Lake és una població dels Estats Units a l'estat d'Ohio. Segons el cens del 2000 tenia 3.049 habitants.

## Demografia
Segons el cens del 2000, Buckeye Lake tenia 3.049 habitants, 1.240 habitatges, i 788 famílies. La densitat de població era de 577,1 habitants/km².
Dels 1.240 habitatges en un 33,5% hi vivien nens de menys de 18 anys, en un 43,5% hi vivien parelles casades, en un 14,6% dones solteres, i en un 36,4% no eren unitats familiars. En el 27,3% dels habitatges hi vivien persones soles el 9,7% de les quals corresponia a persones de 65 anys o més que vivien soles. El nombre mitjà de persones vivint en cada habitatge era de 2,46 i el nombre mitjà de persones que vivien en cada família era de 2,97.
Per edats la població es repartia de la següent manera: un 27,5% tenia menys de 18 anys, un 8,6% entre 18 i 24, un 29,1% entre 25 i 44, un 23,3% de 45 a 60 i un 11,5% 65 anys o més.
L'edat mediana era de 35 anys. Per cada 100 dones de 18 o més anys hi havia 90,5 homes.
La renda mediana per habitatge era de 28.889 $ i la renda mediana per família de 33.800 $. Els homes tenien una renda mediana de 27.583 $ mentre que les dones 19.881 $. La renda per capita de la població era de 15.475 $. Aproximadament el 13,2% de les famílies i el 16,1% de la població estaven per davall del llindar de pobresa.

## Poblacions més properes
El següent diagrama mostra les poblacions més properes.